# Patrilinearidade
Patrilinearidade, também conhecida por linhagem masculina ou parentesco agnático, é uma classificação ou organização de um povo, grupo populacional, família, clã ou linhagem em que a descendência é contada em linha paterna. Geralmente, envolve a herança de propriedades, nomes, ou títulos através da linha masculina. É um conceito importante em paleoantropologia, no estudo da evolução da espécie humana, assim como no estudo da evolução de outros mamíferos, pela análise do cromossomo y. É um conceito importante também no judaísmo e genealogia.